# 프로비덴티
프로비덴티(이탈리아어: Provvidenti)는 이탈리아 몰리세주 캄포바소도의 코무네다. 캄포바소로부터 북동쪽 20km 거리에 있다.